# 12 Heures de Sebring 1994
Navigation
Édition précédente Édition suivante
Les 12 Heures de Sebring 1994 sont la 42e édition de l'épreuve et la 2e manche du championnat IMSA GT 1994. Elles ont été remportées le 19 mars 1994 par la Nissan 300ZX no 75 de l’équipe Clayton Cunningham Racing et pilotée par John Morton, Johnny O'Connell et Steve Millen.

## Circuit

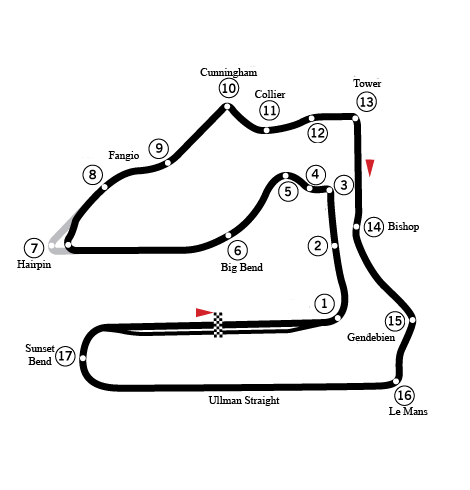
Le Sebring International Raceway, cadre des 12 Heures de Sebring 1994.

Les 12 Heures de Sebring 1994 se déroulent sur le Sebring International Raceway situé en Floride. Il est composé de deux longues lignes droites, séparées par des courbes rapides ainsi que quelques chicanes. Le tracé actuel diffère de celui de l'époque. Ce tracé a un grand passé historique car il est utilisé pour des courses automobiles depuis 1950. Ce circuit est célèbre car il a accueilli la Formule 1.

## Résultats
Voici le classement au terme de la course.
- Les vainqueurs de chaque catégorie sont signalés par un fond jauni.

| 1           | GTS | 75 | Cunningham Racing           | John Morton Johnny O'Connell Steve Millen                        | Nissan 300ZX                 | 327 |
| 2           | WSC | 9  | Auto Toy Store              | James Weaver Derek Bell Andy Wallace                             | Spice SE89                   | 322 |
| 3           | WSC | 63 | Downing Atlanta             | Wayne Taylor Tim McAdam Jim Downing                              | Kudzu DG-3                   | 314 |
| 4           | WSC | 44 | Scandia Motorsports         | Ross Bentley Andy Evans Butch Leitzinger                         | Spice WSC94                  | 309 |
| 5           | GTU | 49 | Mark Sandridge              | Nick Ham Joe Varde Mark Sandridge                                | Porsche 911 Carrera RSR      | 305 |
| 6           | GTU | 95 | Leitzinger Racing           | Jim Pace Butch Hamlet Barry Waddell                              | Nissan 240SX                 | 305 |
| 7           | GTS | 99 | Konrad Motorsport           | Örnulf Wirdheim Franz Konrad Ferdinand de Lesseps Charles Mendez | Porsche 911 Turbo            | 299 |
| 8           | GTU | 01 | Rohr Corporation            | Jochen Rohr Jeff Purner John O'Steen                             | Porsche 911 Carrera RSR      | 298 |
| 9           | GTU | 37 | Ecurie Biennoise            | Lilian Bryner Enzo Calderari Renato Mastropietro (en)            | Porsche 911 Carrera RSR      | 293 |
| 10          | WSC | 20 | Consulier Racing            | Scott Lagasse Ken Schrader                                       | Consulier Intruder           | 289 |
| 11          | GTS | 59 | Brumos Porsche              | Hans-Joachim Stuck Walter Röhrl Hurley Haywood                   | Porsche 911 Turbo GT America | 287 |
| 12          | GTS | 69 | Gustl Spreng Racing         | Gustl Spreng Ray Mummery                                         | Porsche 911 Carrera RSR      | 283 |
| 13          | GTU | 26 | Alex Job Racing             | Charles Slater Peter Uria Joe Cogbill                            | Porsche 911                  | 280 |
| 14          | GTS | 71 | Churchill Transport         | Jerry Churchill Randy Churchill                                  | Oldsmobile Cutlass           | 277 |
| 15          | GTU | 00 | Konrad Motorsport           | Antônio de Azevedo Hermann Eric van Vliet Maurizio Sandro Sala   | Porsche 911 Carrera RSR      | 267 |
| 16          | WSC | 36 | Pegasus Racing              | Dieter Quester Pete Halsmer Oliver Kuttner Wolf Zweifler         | Pegasus                      | 259 |
| 17          | GTU | 4  | Dibos Racing Team Peru      | Eduardo Dibos Les Lindley Bill Auberlen                          | Mazda RX-7                   | 255 |
| 18          | GTU | 58 | Pro Technik Racing          | Sam Shalala Mycroft Karos Ron Kerr Bill Ferran                   | Porsche 911                  | 254 |
| 19          | GTS | 51 | Bruce Trenery               | Bruce Trenery Jeffrey Pattinson Andrew Osman                     | Oldsmobile Cutlass           | 253 |
| 20          | GTU | 57 | Kryderacing                 | Reed Kryder Frank Del Vecchio Joe Danaher                        | Nissan 240SX                 | 241 |
| 21          | GTU | 81 | Vito Scavone                | Vito Scavone Derek Oland John McAulay                            | Porsche 944 Turbo            | 237 |
| 22          | GTU | 09 | Charles Wagner              | Charles Wagner Dave Russell Kenneth Brady Steve Mott             | Mazda RX-7                   | 237 |
| 23          | GTU | 12 | Lotus USA                   | Doc Bundy David Murry                                            | Lotus Esprit X180R           | 231 |
| 24          | GTS | 23 | Curren Motorsports          | Tom Curren Robert Borders Bill Julian Gene Harry                 | Oldsmobile Cutlass           | 224 |
| 25          | GTS | 04 | Art Cross                   | Art Cross Steve Roberts Bobby Dumont                             | Chevrolet Camaro             | 218 |
| 26          | GTU | 91 | Mel Butt                    | Lorin Hicks Mel Butt Ron Zitza                                   | Porsche 911                  | 207 |
| 27          | GTS | 21 | Bob Hundredmark             | Bob Hundredmark Peter Hanson Ken Fengler Dan King                | Oldsmobile Cutlass           | 198 |
| 28          | GTU | 68 | Charles Coker               | Ken McKinnon Flip Groggins Charles Coker Hugh Johnson            | Porsche 944 Turbo            | 194 |
| 29          | GTS | 50 | Overbagh Racing             | Mark Montgomery Tom Ministri Oma Kimbrough Hoyt Overbagh         | Porsche 944 Turbo            | 186 |
| 30          | GTS | 94 | Morrison Motorsports        | John Heinricy Stu Hayner Andy Pilgrim                            | Chevrolet Corvette           | 185 |
| 31          | GTS | 19 | O'Brien Motorsports         | Linda Pobst Leigh O'Brien Kat Teasdale                           | Chevrolet Camaro             | 81  |
| Abandons    |     |    |                             |                                                                  |                              |     |
| 32          | GTS | 6  | Brix Racing                 | R. K. Smith Tommy Riggins Irv Hoerr Darin Brassfield             | Oldsmobile Cutlass Supreme   | 263 |
| 33          | WSC | 11 | Tony Kester                 | Tony Kester Stan Cleva Joseph Hamilton                           | Tiga GT286 Spyder            | 252 |
| 34          | GTU | 73 | Jack Lewis Enterprises Ltd. | Jack Refenning John Bourassa Jack Lewis                          | Porsche 911 Carrera RSR      | 194 |
| 35          | GTS | 5  | Brix Racing                 | Scott Pruett Price Cobb Tommy Riggins                            | Oldsmobile Cutlass Supreme   | 190 |
| 36          | GTU | 96 | Leitzinger Racing           | Geoff Boss Glenn Straub Andy Boss                                | Nissan 240SX                 | 178 |
| 37          | GTS | 93 | Morrison Motorsports        | Del Percilla Andy Pilgrim Jim Minneker Jeff Nowicki              | Chevrolet Corvette           | 165 |
| 38          | GTS | 03 | Carolina Racing Engines     | Gary Smith Timothy Spurr Steve Goldin                            | Chevrolet Camaro             | 129 |
| 39          | GTS | 76 | Cunningham Racing           | Paul Gentilozzi Butch Leitzinger                                 | Nissan 300ZX                 | 121 |
| 40          | WSC | 45 | Scandia Motorsports         | John Macaluso Paul Debban Hugh Fuller                            | Kudzu DG-2                   | 114 |
| 41          | ESC | 2  | Brix Racing                 | Jeremy Dale Bob Schader Ruggero Melgrati                         | Spice AK93                   | 91  |
| 42          | GTS | 72 | Champion Porsche            | Bill Adam John Paul junior Victor Gonzalez                       | Porsche 911 Turbo            | 91  |
| 43          | WSC | 10 | Premdor                     | John Jones Jeff Lapcevich Neil Jamieson                          | Tiga FJ94                    | 68  |
| 44          | GTS | 87 | John Annis                  | John Annis Louis Beall Dana DeShong Duane Meyer                  | Chevrolet Camaro             | 13  |
| 45          | GTS | 35 | Bill McDill                 | Richard McDill Tom Juckette Bill McDill                          | Chevrolet Camaro             | 8   |
| 46          | GTU | 08 | Saeta Racing                | Henry Taleb Terry Andrews Jean-Pierre Michelet Ignacio Escobar   | Nissan 300ZX                 | 6   |
| 47          | WSC | 22 | Screaming Eagles Racing     | Andy Wallace Craig Nelson Dan Clark Dorsey Schroeder             | Spice SE90                   | 5   |
| 48          | GTU | 0  | Leigh Miller Racing         | Leigh Miller Tom Rathbun Lance Stewart Mike Holt                 | Porsche 944 Turbo            | 4   |
| Non-partant |     |    |                             |                                                                  |                              |     |
| 49          | GTS | 3  | Kent Painter                | Kent Painter Tami Rai Busby                                      | Chevrolet Camaro             |     |